# Otto Martwig
Otto Martwig (24 febbraio 1903 – 30 aprile 1945) è stato un calciatore tedesco, di ruolo centrocampista.

## Carriera

### Nazionale
Ha collezionato 6 presenze con la propria Nazionale.